# Olympische Jugend-Sommerspiele 2014/Teilnehmer (Uruguay)
| Gelbes Symbol für Goldmedaillen mit stilisierten Olympischen Ringen | Graues Symbol für Silbermedaillen mit stilisierten Olympischen Ringen | Braundes Symbol für Bronzemedaillen mit stilisierten Olympischen Ringen |
| ------------------------------------------------------------------- | --------------------------------------------------------------------- | ----------------------------------------------------------------------- |
| —                                                                   | —                                                                     | —                                                                       |

Die Jugend-Olympiamannschaft aus Uruguay für die II. Olympischen Jugend-Sommerspiele vom 16. bis 28. August 2014 in Nanjing (Volksrepublik China) bestand aus 22 Athleten.

## Athleten nach Sportarten

### Basketball
Jungen
- 3x3: 16. Platz
- Gastón de Orta
- Brian González
- Joaquín Jones
- Camilo Marino

### Beachvolleyball
| Mädchen - Lia Fortunati - María Florencia Rotti 9. Platz | Jungen - Marco Cairus - Mauricio Vieyto 5. Platz |

### Hockey
Mädchen
- 6. Platz
- Valeria Agazzi
- Milagros Algorta
- Constanza Barrandeguy
- María Cecilia Casarotti
- Lucía Castro
- Paula Costa
- Agustina Domingo
- Barbara Petrik
- Agustina Sánchez

### Leichtathletik
Jungen
- Martín Castañares
Stabhochsprung: 14. Platz
8 × 100 m Mixed: Bronze

### Reiten
- Francisco Calvelo
Springen Einzel: 10. Platz
Springen Mannschaft: Silber  (im Team Südamerika)

### Schwimmen
Mädchen
- Carolina di Lorenzi
50 m Brust: 28. Platz
100 m Brust: 26. Platz

### Segeln
Mädchen
- Dolores Moreira
Byte CII: 9. Platz

### Tischtennis
Mädchen
- María Lorenzotti
Einzel: 9. Platz
Mixed: 9. Platz (mit Hugo Calderano  Brasilien)